# Орбанеха-Ріопіко
Орбанеха-Ріопіко (ісп. Orbaneja Riopico) — муніципалітет в Іспанії, у складі автономної спільноти Кастилія-і-Леон, у провінції Бургос. Населення — 244 особи (2010).
Муніципалітет розташований на відстані близько 220 км на північ від Мадрида, 8 км на схід від Бургоса.
На території муніципалітету розташовані такі населені пункти: (дані про населення за 2010 рік)
- Орбанеха-Ріопіко: 166 осіб
- Кінтанілья-Ріопіко: 78 осіб

## Демографія
Динаміка населення (INE ):